# Wukirsari (Tambakromo)
Wukirsari is een bestuurslaag in het regentschap Pati van de provincie Midden-Java, Indonesië. Wukirsari telt 1326 inwoners (volkstelling 2010).